# Bushiella evoluta
Bushiella evoluta är en ringmaskart som först beskrevs av Bush 1905.  Bushiella evoluta ingår i släktet Bushiella och familjen Serpulidae. Arten har ej påträffats i Sverige. Inga underarter finns listade i Catalogue of Life.